# Zruč nad Sázavou
Zruč nad Sázavou är en stad i Tjeckien.   Den ligger i regionen Mellersta Böhmen, i den centrala delen av landet, 60 km sydost om huvudstaden Prag. Zruč nad Sázavou ligger 337 meter över havet och antalet invånare är 4 925.
Terrängen runt Zruč nad Sázavou är huvudsakligen platt, men österut är den kuperad. Zruč nad Sázavou ligger nere i en dal. Runt Zruč nad Sázavou är det ganska glesbefolkat, med 28 invånare per kvadratkilometer. Närmaste större samhälle är Vlašim, 15,3 km väster om Zruč nad Sázavou. Omgivningarna runt Zruč nad Sázavou är en mosaik av jordbruksmark och naturlig växtlighet.